# 1910
Cette page concerne l'année 1910 (MCMX en chiffres romains) du calendrier grégorien.
L'année 1910 est une année commune qui commence un samedi.

## En bref
- 20-28 janvier : crue de la Seine.
- 18 mai : passage de la comète de Halley[1].
- 31 mai : indépendance de l’Union d'Afrique du Sud.
- 22 août : annexion de la Corée par le Japon.
- 28 août-4 septembre : huitième congrès de la IIe Internationale à Copenhague
- 5 octobre : proclamation de la République portugaise.
- 20 novembre : début de la révolution mexicaine.

## Événements

### Afrique
- 4 janvier : le capitaine Fiegenschuh est tué avec tout son détachement dans une embuscade à Ouadi Kadja par les troupes du sultan du Masalit Tadj ed Din[2].

- 15 janvier : création de l’Afrique-Équatoriale française regroupant le Tchad, l’Oubangui-Chari, le Moyen-Congo et le Gabon[3].

- 20 février : assassinat du premier ministre égyptien (copte) Boutros Ghali pacha[4].

- 1er avril : 
  - entrée en vigueur de la Native Hut and Poll Tax Ordinance au Kenya ; les indigènes sont autorisés à payer l’impôt en travail par un amendement publié le 11 mars[5].
  - assassinat à Gahunga, au Rwanda, du père Paulin Loupias, supérieur de la mission de Rwaza, par les guerriers du muhutu Rukara rwa Bishingwe (ou Lukara), alors qu’il intercédait pour régler un conflit entre Rukara et le mwami Musinga[6]. Le chef rebelle Rukara participe à la révolte de Ndungutse en 1912. Livré par ce dernier, il est exécuté par la garnison allemande de Ruhengeri le 18 avril 1912[7].

- 2 mai : décret réorganisant les chefferies indigènes au Congo belge[8]. Le royaume Kuba est incorporé au Congo belge sous administration indirecte[9].
- Après le 15 mai : le colonel Charles Mangin publie La Force noire[10]. sous son impulsion, l’AOF met sur pied un corps d’intervention et constitue des réserves comprenant de larges contingents de soudanais, recrutés notamment chez les Bambara.

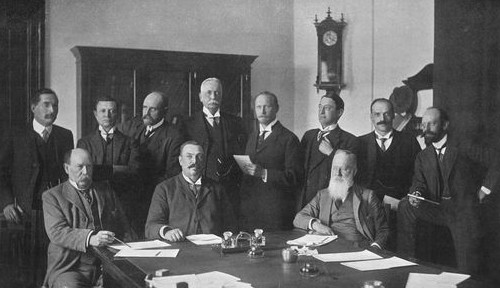
Le premier cabinet de l'Union sud-africaine dirigé par Louis Botha

- 31 mai : indépendance de l’Union d’Afrique du Sud. Entrée en vigueur du South Africa Act, regroupant les colonies britanniques et les anciens états Boers, comprenant les États du Cap, du Natal, d’Orange et du Transvaal, membre du Commonwealth[11]. Elle est dotée de l’autonomie interne en tant que dominion de l’empire britannique. Le principe d’inégalité raciale, inscrit dans la loi d’Union, suscite la mise en place d’un régime ségrégationniste s’étendant à tous les non-Blancs (Noirs, Coloured, Indiens). Les Blancs (20 % de la population), dirigent le pays en profitant de l’essentiel de ses ressources, malgré les clivages entre Britanniques et Afrikaners.
- 11 juillet-15 septembre : voyage en France du chef touareg algérien, l'aménokal Moussa ag Amastan, dans le contexte de la "Mission Touareg"[12].
- 12 juillet : des affrontements armés à Moul-el-Bacha, sur la Moulouya, aux confins algéro-marocains, entre soldats français et insurgés marocains font une dizaine de morts[13].

- 1er septembre : Élisabethville est choisie comme capitale du Katanga par le Comité Spécial du Katanga[14].
- 15 septembre : victoire du Parti sud-africain du premier ministre Louis Botha aux élections générales sud-africaines[15].
- 9 novembre : victoire masalit sur le lieutenant-colonel Henri Moll au combat de Doroté (Tchad) ; le sultan Tadj ed Din est tué dans l’engagement[2].

- John Owalo fonde la Mission Nomiya Luo au Kenya. Elle s’oppose à la colonisation[16].

### Amérique
- 22 février : le Congrès nicaraguayen ayant nommé un successeur libéral à Santos Zelaya, les troupes nord-américaines débarquent au Nicaragua pour soutenir les conservateurs. Les libéraux sont défaits en août[17].

- 11 avril : Manuel Estrada est réélu président du Guatemala[18].

- 6 juin : arrestation de Francisco Madero, candidat à l’élection présidentielle du parti anti-réélectioniste au Mexique[19].

- 20 juin : création du Service de la Protection des Indiens contre la violence des colons et des pionniers de l’intérieur au Brésil[20].
- 26 juin et 10 juillet : réélection de Porfirio Díaz à la présidence du Mexique[19].

- 12 juillet - 30 août : quatrième conférence internationale des États Américains à Buenos Aires[21]. Création de l’Union panaméricaine[22].

- 20 août : le libéral rebelle José Dolores Estrada prend le pouvoir au Nicaragua avec l’appui des États-Unis[23].

- 10 octobre, San Antonio, Texas : Madero lance son Plan de San Luis, premier manifeste révolutionnaire, daté du 5 octobre et ratifié le 15 octobre à San Luis de Potosi[24]. Son programme est relativement modéré à l’opposé de celui du parti libéral. Il prévoit l’établissement d’un régime représentatif mais peu de réformes structurelles de nature à améliorer la situation des peones[17].
- 12-21 octobre : ouragan de Cuba[25].
- 27 octobre : signature des pactes Dawson. Le Nicaragua devient un protectorat virtuel des États-Unis. Les marines restent jusqu’en 1933, avec une interruption entre août 1925 et mai 1926[17].

- 15 novembre : le maréchal Hermes Rodrigo da Fonseca est élu président de la République au Brésil[26]. Il pratique une politique de réarmement.

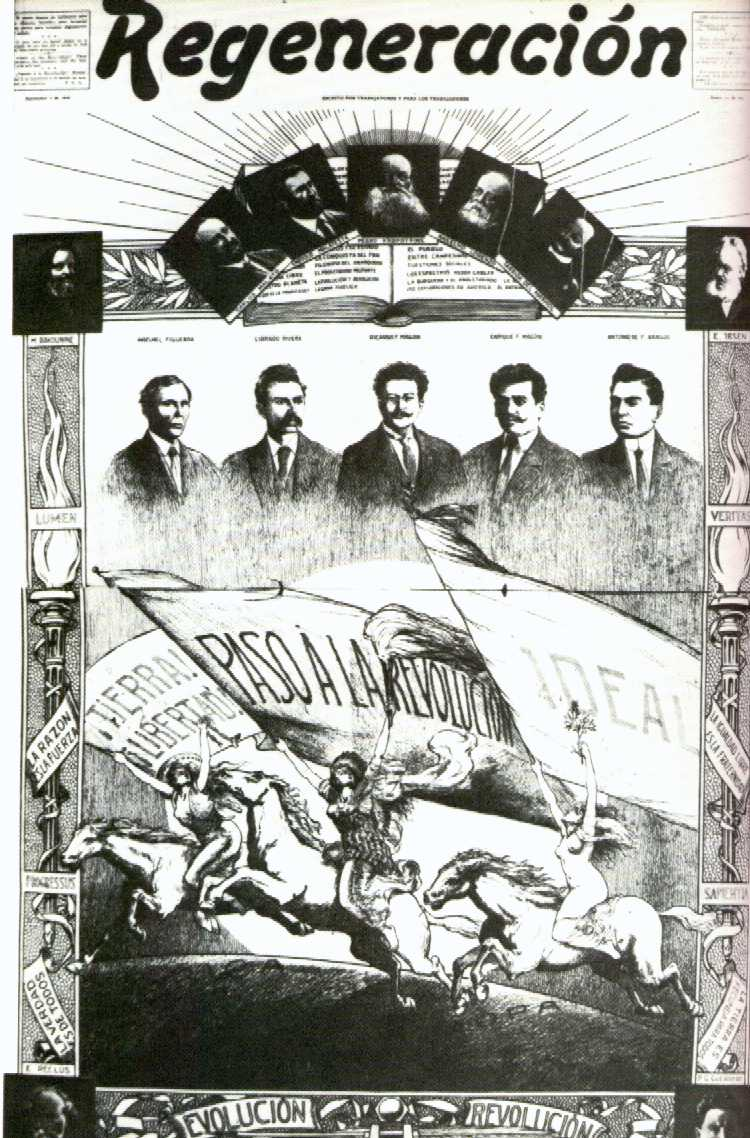
20 novembre : début de la révolution mexicaine. Une du journal Regeneración des frères Flores Magón du 3 septembre

- 20 novembre, Mexique : Francisco Indalecio Madero appelle à l’insurrection armée contre la dictature de Porfirio Díaz. C’est le début de la révolution mexicaine. Au nord, se soulèvent les dirigeants paysans Doroteo Arango, dit Pancho Villa, et Pascual Orozco, tandis qu’au sud, le métis Emiliano Zapata prend la tête de la révolte des communautés indiennes dépossédées[17].
- 22-25 novembre : révolte des marins au Brésil (Revolta da Chibata)[27].
- 25 novembre : Manuel Gondra (es) est élu Président du Paraguay[28].

### Asie
- 8 janvier : traité de Punakha entre le Bhoutan et le Royaume-Uni, qui accorde au pays, monarchie depuis 1907, une autonomie interne en contrepartie du contrôle des relations extérieures et de la défense, rôle repris par l’Inde indépendante en 1949[29].
- Janvier, Chine : les conseils provinciaux envoient une délégation à Pékin pour réclamer la convocation d’une assemblée constituante. Un sénat consultatif, nommé en partie par les conseils provinciaux, en partie par le régent est institué. Cette assemblée demande la convocation d’une véritable chambre élue et un régime constitutionnel[30].

- 12 février : pour la première fois une armée sino-mandchoue entre à Lhassa au Tibet sans y avoir été invitée. Elle reste un an. La ville est en partie pillée. Le dalaï-lama a envoyé des émissaires auprès des grandes puissances, mais celles-ci se désintéressent de la question tibétaine. Il repart en exil, cette fois vers l’Inde britannique où il sera bien accueilli[31]. Le Royaume-Uni fait une protestation officielle auprès de la cour des Qing pour ingérence dans les affaires intérieures du Tibet.
- 28 février, Arabie : Abdelaziz Ibn Sa’ud rencontre pour la première fois le capitaine William Shakespear, agent politique britannique au Koweït, au palais du Cheikh Moubarak al-Sabah[32]. Londres reste sur sa réserve.

- Mars, Mongolie : troubles à Ourga. Les arates et les lamas de rang inférieur réclament la libération d’Aiouchi. Les révoltés reçoivent l’armée envoyée contre eux avec des pierres et des bâtons et manquent de tuer l’amban même qui cherchait à les apaiser[33].

- 4 avril : le militant indépendantiste indien Aurobindo s’installe à Pondichéry (Inde française)[34].

- 25 mai : « Affaire de la haute trahison » au Japon à la suite de la découverte d’un complot contre la monarchie japonaise[35].

- 2 août : le gouvernement ottoman décide d’envoyer une forte expédition militaire sous le commandement de Sami Pacha Faruqi dans le Hauran pour réprimer la révolte des Druzes. Elle débarque à Haïfa le 20 août[36]. Après des combats près d’Al-Kafr et de Qanaouat, la résistance druze s’effondre et les troupes ottomanes occupent le Djébel el-Druze. La population est désarmée et les leaders de la révolte exécutés à Damas en mars 1911[37].
- 22 août : traité d’annexion de la Corée[38]. Le Japon annexe officiellement la Corée, qu’il a conquise, et la renomme Cho-Sen (fin en 1945). Fin de la Dynastie Chosŏn établie en 1392. De 1910 à 1918, le Japon consolide sa position en éliminant les nationalistes, en prenant le contrôle des terres et en imposant des changements administratifs stricts.

- 10 octobre : pogrom contre les 6 000 Juifs de Chiraz en Iran : 12 morts, 50 blessés graves et 260 maisons détruites[39].

- 19 décembre : mesures favorisant l’implantation de colons russes dans le Turkestan[40].

### Europe
- 14 janvier - 8 février : victoire des libéraux aux législatives au Royaume-Uni (275 sièges pour 273 aux conservateurs et aux Unionistes, 42 aux travaillistes et 82 aux nationalistes irlandais)[41]. Le libéral Herbert Henry Asquith, Premier ministre du Royaume-Uni, doit gouverner avec l’appui des travaillistes et les nationalistes irlandais. Une crise constitutionnelle oppose le gouvernement libéral d’Asquith et la chambre des pairs. Elle aboutit à la réduction des pouvoirs de la Haute Assemblée au terme de deux élections anticipées (janvier et décembre) par les Parliament Act sanctionné par le roi en août 1911[42].
- 17 janvier : Károly Khuen-Héderváry devient Premier ministre de Hongrie-fin le 22 avril 1912[43]. Retour au pouvoir des libéraux à Budapest. En juin, le Parti national du travail de Tisza remporte les élections[44].

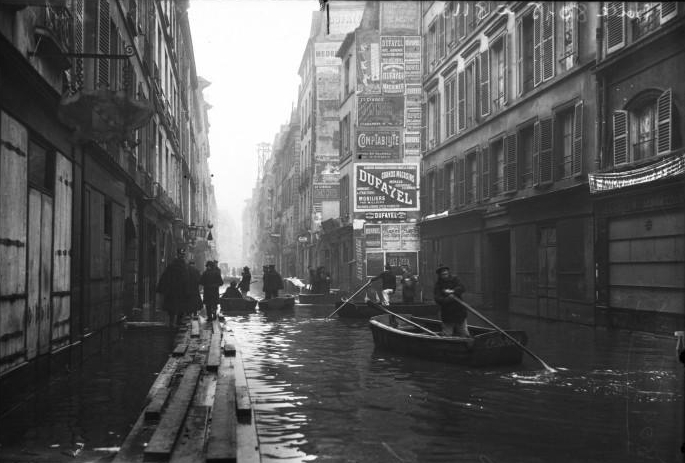
Janvier : crue de la Seine.

- 20-28 janvier : crue de la Seine, la deuxième plus grande crue jamais vue à Paris après celle de 1658, provoquant une inondation unique et d’importants dégâts[45].

- 9 février : gouvernement libéral de José Canalejas en Espagne[46].
- 20 février : à Sarajevo, proclamation de la Constitution accordée aux provinces de Bosnie-Herzégovine le 17 février par l’empereur François-Joseph[47].
- 29 avril : adoption du People's Budget, après des débats houleux par le parlement britannique. Cette loi fiscale, destinée à financer la course aux armements et les nouvelles dépenses sociales instaure des prélèvements sur les hauts revenus, amorce de l'impôt sur le revenu.

- 6 mars : manifestation à Berlin, point culminant des revendications en Allemagne pour obtenir le suffrage universel direct dans toutes les élections[48].

- 6 mai : début du règne de George V du Royaume-Uni (fin en 1936)[42].
- 6-7 mai : création du Parti social-démocrate de Roumanie (PSDR, Partidul Social Democrat Român)[49].
- 14 mai - 29 octobre : exposition anglo-japonaise de Londres[50].

- 15 juin : élections législatives en Espagne. Le socialiste Pablo Iglesias est élu député de Madrid[51].

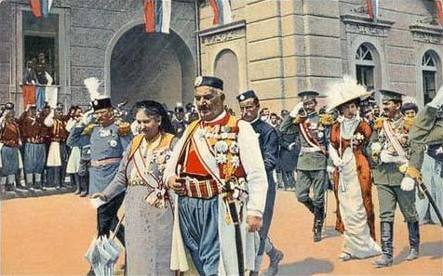
28 août : proclamation du royaume du Monténégro.

- 28 août : proclamation du Royaume du Monténégro[52].

- 4 octobre, Portugal : les républicains obtiennent la majorité des sièges à Lisbonne. Rébellion regroupant des civils et des militaires, soutenus par le peuple de Lisbonne[53].

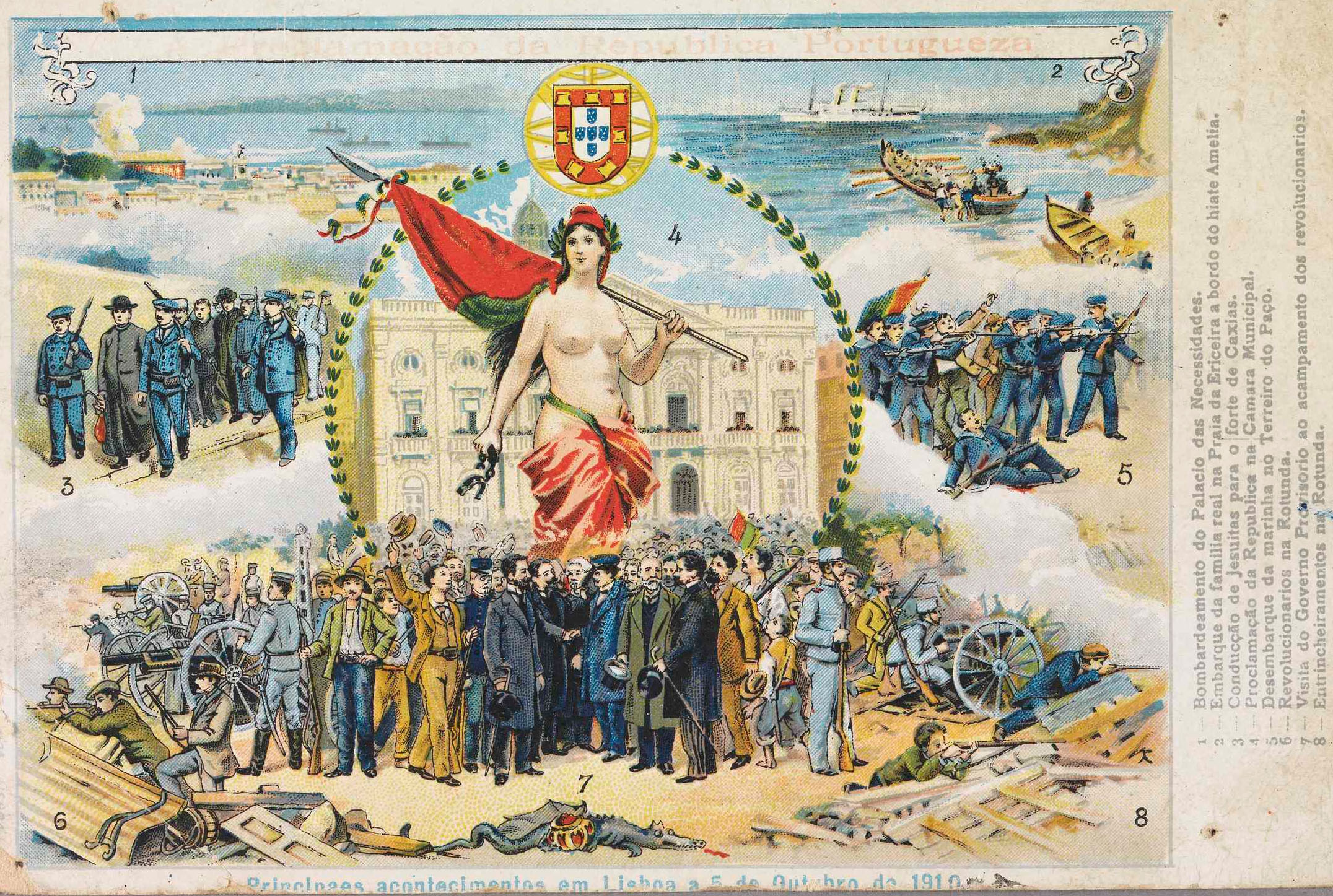
5 octobre : proclamation de la République portugaise.

- 5 octobre : proclamation de la république au Portugal[54]. Le roi Manuel II, 21 ans, s’exile au Royaume-Uni. Le drapeau rouge et vert à la sphère armillaire remplace le drapeau bleu et blanc. Un nouvel hymne national, la Portugaise, remplace l’Hymne à la Charte. Gouvernement provisoire (fin en mai 1911). De 1910 à 1926, le Portugal connaîtra 45 gouvernements, 8 présidents de la république, 7 législatures, 5 dissolutions de Parlement.
- 8 octobre, Portugal : expulsion des congrégations[55]. Législation sur le divorce (3 novembre)[56], suppression du serment religieux, obligation du mariage civil, transfert de la tenue de l’état-civil à des laïcs, suppression de l’enseignement religieux dans les écoles[57].
- 18 octobre, Grèce : le roi Georges Ier doit nommer Eleftherios Venizelos Premier ministre[58].
- 30 octobre - 1er novembre : en Espagne, création de la Confédération nationale du travail (CNT), d’obédience anarchiste, lors Congrès national ouvrier réuni au palais des Beaux-Arts de Barcelone[59].

- 4-5 novembre : accords germano-russes de Potsdam sur la Perse, qui ouvrent une période de négociations[60] : l’Allemagne ne soutiendra pas une politique agressive de l’Autriche-Hongrie dans les Balkans. La Russie ne soutiendra pas une politique anglaise hostile à l’Allemagne. La manœuvre n’aboutit pas.
- 7-8 novembre : début des émeutes de Tonypandy, lors de gréves des mineurs des houillères en Galles du Sud[61].
- 20 novembre, Russie (7 novembre du calendrier julien) : mort de Léon Tolstoï. Manifestation lors de ses funérailles[62].

- 2 - 19 décembre : législatives au Royaume-Uni (272 sièges pour 272 aux conservateurs et aux Unionistes, 42 aux travaillistes et 84 aux nationalistes irlandais)[41]. Les libéraux (Asquith) forment un gouvernement avec le soutien des nationalistes irlandais.
- 6 décembre : droit de grève au Portugal[63].
- 27 décembre : Ley del candado interdisant l’implantation de nouvelles congrégations religieuses en Espagne sans autorisation ministérielle[64].

- Installation d’une base navale britannique à Scapa Flow, dans les Orcades[65].

## Prix Nobel
- Prix Nobel de physique : Johannes Diderik van der Waals
- Prix Nobel de chimie : Otto Wallach
- Prix Nobel de physiologie ou médecine : Albrecht Kossel
- Prix Nobel de littérature : Paul Johann Ludwig Heyse
- Prix Nobel de la paix : Bureau international permanent de la Paix

## Décès en 1910

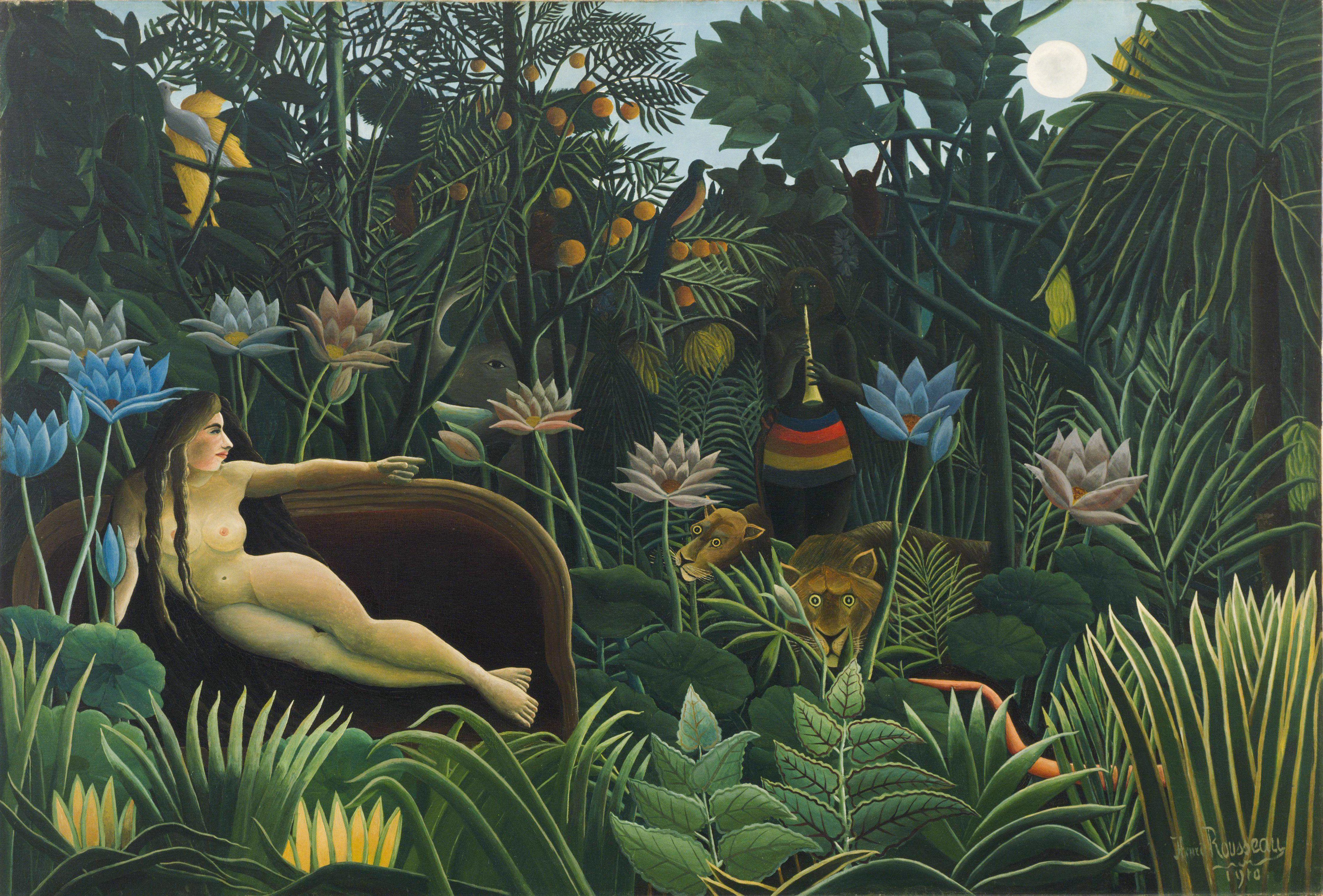
Le Rêve, toile du Douanier Rousseau.La peinture en 1910 sur Commons